# Liers Cultuurcentrum
Het Liers Cultuurcentrum, vaak CC De Mol genoemd, is een cultuurcentrum in de Belgische stad Lier, gelegen aan de Aarschotsesteenweg 3.

## Het gebouw
Provinciegouverneur Andries Kinsbergen legde op 22 maart 1991 de eerste steen van het gebouw, en huldigde het centrum officieel in op 25 februari 1993. De Mol was oorspronkelijk bedoeld als feestzaal, en werd nadien aangepast als cultuurcentrum. De eerste voorstelling vond plaats op 16 maart 1996.
Helaas werd reeds in 1999 vastgesteld dat de vloer verzakt was. Aangezien het gebouw gelegen is boven een oude stortplaats, werd een fundering op betonpalen voorzien voor de structuur, maar niet voor de vloer. Door inklinking van de ondergrond ging de vloer dan verzakken.
Van februari tot begin oktober 2021 werd het Cultuurcentrum tijdelijk omgebouwd tot “corona-Vaccinatiecentrum Pallieterland”, dat na een tussenstop in de Heilig Hartkliniek half oktober verhuisde naar het Vanderpoortenstadion.

## Activiteiten
Met het Cultuurcentrum 'De Mol' heeft Lier één van de grootste zalen in de regio, wat mogelijkheden biedt naar unieke grootse programma's binnen de podiumkunsten.
Het Cultuurcentrum voert een veelzijdige culturele programmatie, en voert in opdracht van het stadsbestuur nog andere werkzaamheden uit. Er is veel aandacht voor publieksbegeleiding, omkaderingen en het voeren van een open communicatie met de toeschouwer. Ook de vele scholen in Lier en omgeving maken gebruik van het scholenaanbod van het Cultuurcentrum. Voor activiteiten van externe groepen biedt het Cultuurcentrum logistieke, technische, inhoudelijke (adviserende) en promotionele ondersteuning.
Op het winterprogramma september ‘22 – mei ’23 stonden een dertigtal evenementen gepland, gaande van muziek(theater) over kabaret en toneel tot literatuur.
In het centrum is ook een cultuurcafé.

## Organisatie
Het Liers Cultuurcentrum is een klein zelfstandig bedrijf, beheerd door de vzw Prolier, met ondersteuning door de stad Lier, de Provincie Antwerpen en de Vlaamse Gemeenschap, die het centrum destijds indeelde in de B-categorie.